# フランシスコ・フルタド
フランシスコ・フルタド（またはフルタード、Francisco Furtado、1587年 - 1653年）は、ポルトガル出身のイエズス会宣教師。李之藻と協力し、明末の中国にアリストテレス由来の宇宙論や論理学を伝えた。中国名は傅汎際、字は體齋（体齋）。

## 生涯
ポルトガル領アゾレス諸島ファイアル島出身。イエズス会の拠点であるコインブラ大学で学問を修めた。1618年、ニコラ・トリゴーとともにリスボンを発ち、1620年マカオに到着した。中国ではアダム・シャールやテレンティウスと行動を共にした。蘇州の嘉定で中国語を学んだ後、杭州で南京六部工部の官僚だった李之藻と交流した。1630年に李之藻が没すると、陝西に赴き西安に聖堂を建てた。1640年代の明清交替時には、北京の上長を務めると同時に、北部全体の統轄者として各地を巡察していた。1653年、マカオで没した。

## 作品
李之藻と共同で、1628年に『寰有詮』全6巻、1631年に『名理探』全10巻、以上二つの漢訳書を杭州で刊行した。どちらも原著は、1600年前後にコインブラ大学で刊行された叢書『コインブラ注解』(羅: Commentarii Collegii Conimbricensis Societatis Iesu) 、すなわちアリストテレスの諸著作（およびポルピュリオス『エイサゴーゲー』）に対するラテン語の注解書の叢書である。その中で、『寰有詮』は『天体論』の注解書の、『名理探』はオルガノン全般の注解書の、抄訳にあたる。